# Andrzej Krukowski
Andrzej Krukowski (ur. 30 listopada 1961 w Augustowie) – polski aktor.

## Filmografia
- 2013: Zawód: Amerykanin jako Andrzej Bielawski
- 2011: Układ warszawski jako Philip Watertank
- 2007: Świadek koronny jako Jankes
- 2006: Fałszerze – powrót Sfory jako Franco Botti
- 2005: Rh+ jako Adam
- 2004: Stara baśń jako Ludek
- 2003: Stara baśń. Kiedy słońce było bogiem jako Ludek
- 2002: Sfora jako Franko Botti
- 1987: Prywatne śledztwo
- 1987: Ludożerca jako medyk
- 1986: Tate jako Ambrosionek, kradnący drzewo w lesie
- 1985: Mokry szmal jako Stefan Kozakiewicz
- 1985: Osobisty pamiętnik grzesznika...przez niego samego pisany jako Pastuch
- 1985: Sam pośród swoich jako Janek
- 1985: Tętno
- 1984: Pismak jako gruźlik